# زیلکروده
زیلکروده (به آلمانی: Silkerode) یک منطقهٔ مسکونی در آلمان است که در سوننشتاین (تورینگن) واقع شده‌است. زیلکروده ۴۲۳ نفر جمعیت دارد.